# Gyökérzöldség
A gyökérzöldségek olyan növényi gyökerek, amelyek zöldségként fogyaszthatóak. Más föld alatti szerveket is gyakran (hibásan) gyökérzöldségnek neveznek.
A gyökérzöldségek közé tartoznak valódi gyökerek – a karógyökerek és a gumós gyökerek – de nem tartoznak ide a gumók, rizómák, hagymák és cormusok. Függetlenül az anatómiai típustól, a gyökérzöldségek általában tárolószervek a növényben és azért vastagodnak meg, hogy energiát tároljanak szénhidrátok formájában. A különböző szénhidráttípusok koncentrációiban és arányaiban nagy különbségek figyelhetők meg.

## Gyökérzöldségek listája
- valódi gyökér
  - karógyökér
    - Apium graveolens (zeller)
    - Arctium spp.

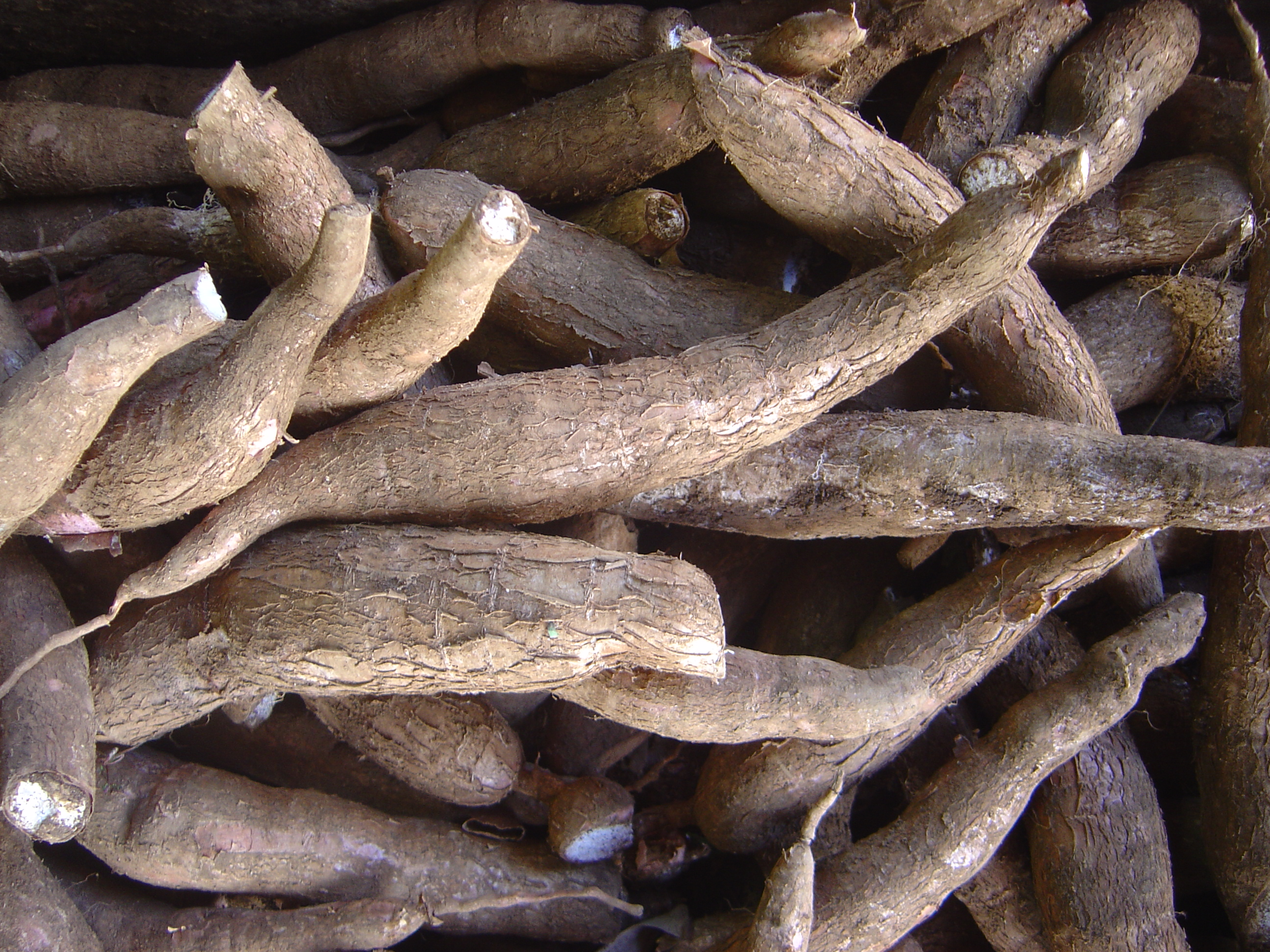
Manióka

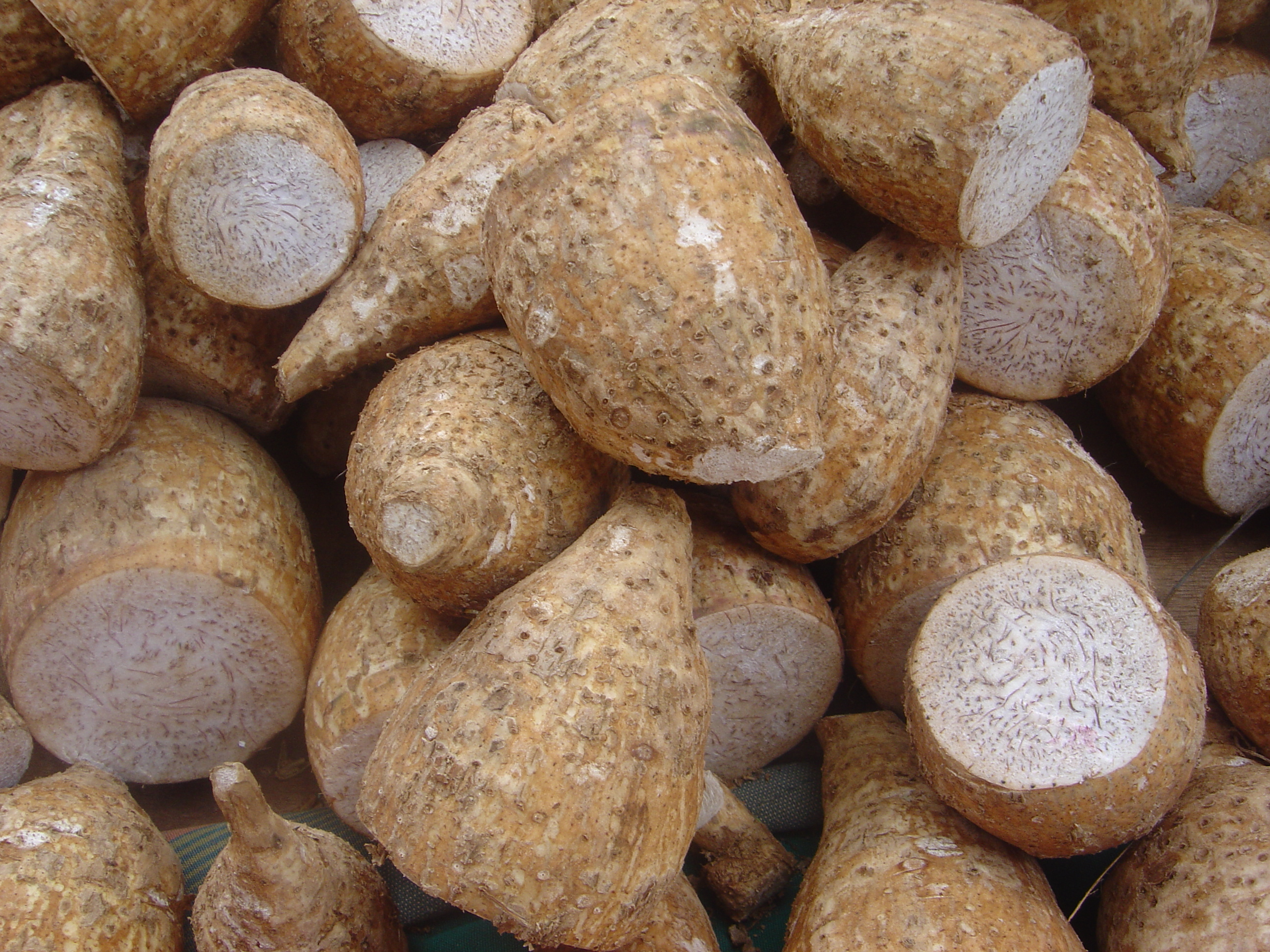
Taro

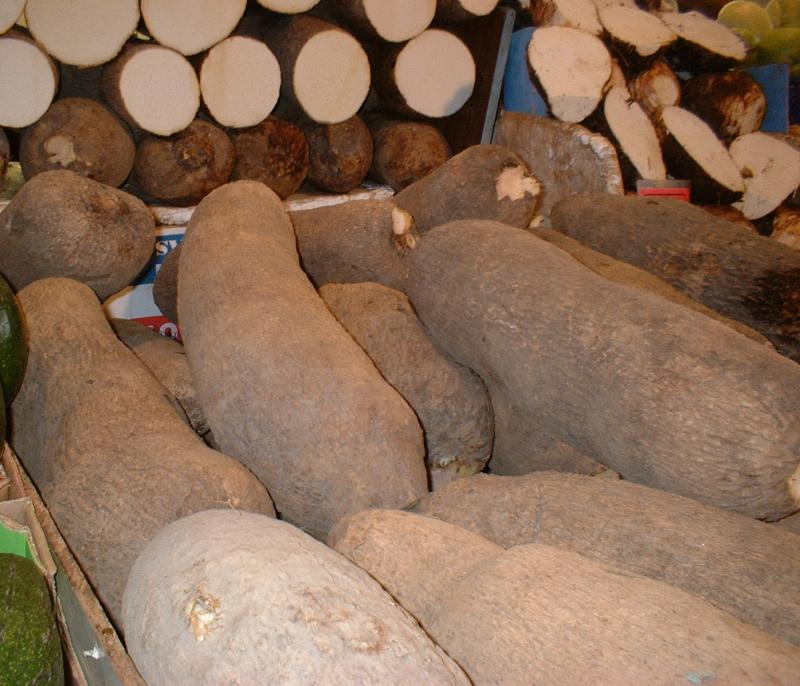
Jamsz

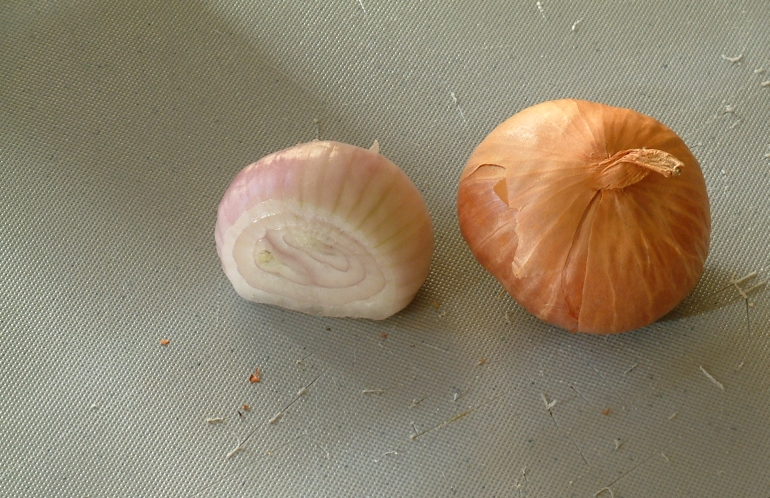
Mogyoróhagyma

    - Arracacia xanthorrhiza (arracacha)
    - Beta vulgaris subsp. vulgaris var. conditiva  (cékla)
    - Brassica spp.
    - Bunium persicum
    - Daucus carota (vadmurok)
    - Daucus carota subsp. sativus (sárgarépa)
    - Lepidium meyenii (maca)
    - Pachyrhizus spp. (jicama)
    - Pastinaca sativa (pasztinák)
    - Petroselinum spp. (petrezselyem)
    - Raphanus sativus (retek)
    - Scorzonera hispanica (feketegyökér)
    - Sium sisarum
    - Tragopogon spp.

  - gumós gyökér
    - Conopodium majus
    - Ipomoea batatas (édesburgonya)
    - Manihot esculenta (manióka)
    - Mirabilis extensa (mauka vagy chago)
    - Psoralea esculenta
    - Smallanthus sonchifolius (yacón)
- módosult szár
  - cormus
    - Amorphophallus konjac (konjac)
    - Colocasia esculenta (taro)
    - Eleocharis dulcis
    - Ensete spp. (Ensete ventricosum)
    - Sagittaria spp.
    - Xanthosoma spp.

  - rizóma
    - Zingiber officinale (gyömbér)
    - Curcuma longa (kurkuma)
    - Panax ginseng (ginseng)
    - Arthropodium spp.
    - Canna spp. (canna)
    - Cordyline fruticosa (ti)
    - Maranta arundinacea
    - Nelumbo nucifera (lótusz gyökér)
    - Typha spp.

  - gumó
    - Apios americana
    - Cyperus esculentus (tigernut vagy chufa)
    - Dioscorea spp. (jamszgyökér)
    - Hemerocallis spp. (daylily)
    - Helianthus tuberosus (csicsóka)
    - Lathyrus tuberosus (earthnut pea)
    - Oxalis tuberosa (oca)
    - Solanum tuberosum (burgonya)
    - Plectranthus edulis és P. esculentus. (kembili, dazo stb.)
    - Stachys affinis
    - Tropaeolum tuberosum (mashua vagy añu)
    - Ullucus tuberosus (ulluco)
- egyéb
  - hagyma
    - Allium spp. (vöröshagyma, fokhagyma stb.)
    - Camassia quamash (quamash)
    - Erythronium spp. (katakuri)
    - Lilium spp. (liliom)